# Вашкевич, Николай Николаевич
Никола́й Никола́евич Вашке́вич (род. 11 декабря 1941, СССР) — российский арабист, педагог, кандидат филологических наук. Автор лингвистических гипотез, не признаваемых научным сообществом.
Бывший преподаватель Военного университета Министерства обороны России. Воин-интернационалист (военный переводчик), полковник запаса.

## Биография
Родился 11 декабря 1941 года в СССР. Окончил Военный институт иностранных языков в 1968 году, гражданская специальность — радиотехника, телемеханика и автоматика. Впоследствии в 1960—1980-х годах преподавал в Военном университете Министерства обороны общую лингвистику и египетский диалект арабского языка.
В 1969 году в качестве военного переводчика находился в командировке в Йемене, в 1975 году был командирован в Египет. В конце 1980-х годов преподавал русский язык в Салах-эд-Динском военном колледже (Йемен). О своей карьере говорит так:
Я военный переводчик. Переводить приходится всё. Не понимаешь смысла текста, никогда правильно не переведёшь. Я не имею права, как гражданские переводчики делают, сказать «это не по моей специальности». Я переводил всё: и приём родов, и банкеты министров, и подрывное дело, и тактику морского боя, и электронное оборудование самолётов.
В 1975 году совместно с В. Н. Турчиным создал учебное пособие по египетскому диалекту. По словам выпускника ВИИЯ, консультанта фильма «Русский перевод» В. М. Агафонова, Вашкевич выучил египетский диалект самостоятельно по фильмам. В 1977 году защитил в Институте востоковедения АН СССР кандидатскую диссертацию по филологии на тему «Выражение коммуникативно-смысловой структуры в современном арабском языке».
Вкладом Вашкевича в арабистику и семитологию является теория арабского корня, разработанная в 1980-х годах. Более чем оригинальной оказалась гипотеза Вашкевича об особой роли арабского языка в развитии человеческой ментальности.
По состоянию на начало 2010-х годов на пенсии.

## Идеи
Вашкевич считает свою теорию относящейся к семиотике («симии»). Научным сообществом она не признаётся.

### «Русско-арабские билингвы»
Вашкевич считает, что некоторые составные слова или выражения в русском языке имеют зеркальные русскую и арабскую части, якобы обладающие одинаковым смыслом. Например, в словосочетании «сорока-воровка» он видит арабское слово сарака — воровать.

### «Семантическое солнце РА»
Согласно Вашкевичу, каждое слово происходит из того языка, в котором оно мотивировано. Например, если смысл индейского слова «ягуар» раскрывается в арабском слове йугари «стараться обогнать» (ягуар — одно из самых быстрых животных в мире), по Вашкевичу это означает, что слово «ягуар» происходит из арабского языка.
В соответствии с теорией Вашкевича, все слова любых языков мира мотивируются через русский или арабский языки. В свою очередь, непонятные слова и выражения (в первую очередь идиомы) в русском языке объясняются через арабский язык, а в арабском языке — через русский.
Таким образом, русский и арабский языки являются «системными языками мозга», «рабочими языками подсознания», независимо ни от истории, ни от географии, ни от этнической или видовой принадлежности живого объекта. Этот единый рабочий язык проявляет свою кибернетическую функцию, управляя живыми объектами через их имена.
Вашкевич сравнивает симбиоз русского и арабского языков («языковая плазма РА») с симбиозом водорода и гелия, составляющих более 98 % фотосферы Солнца. Солнце даёт физический свет (белый), позволяя видеть форму предметов, а языковая плазма РА позволяет видеть скрытый смысл предметов, проливая нефизический свет (чёрный, по цвету чернил).

### «Лингво-этнический периодический закон»
Вашкевич считает периодический закон химических элементов частью более общего, «всемирного периодического закона». По аналогии с химией Вашкевич составил лингво-этническую периодическую таблицу.
В данной таблице имеются 7 групп, разбитых на периоды. Группа соответствует цивилизационному региону, минимальной единицей таблицы является этнос. Основа для выделения групп — цвета радуги, то есть первая группа соответствует красному цвету, а последняя — фиолетовому. Распределение этносов по таблице зависит от того, к какому цивилизационному региону они относятся (группа таблицы), от преобладающего в их культуре цвета и наиболее распространённой среди этноса цифры.
|     | 1.х            | 2.х              | 3.х      | 4.х            | 5.х                  | 6.х            | 6'.х         | 7.х         |
| --- | -------------- | ---------------- | -------- | -------------- | -------------------- | -------------- | ------------ | ----------- |
| х.0 | Россия         |                  |          | Аравия         |                      |                |              |             |
|     | Европа         | Америка          | Индостан | Ближний Восток | Африка               | Дальний Восток | Тюрки        | Междуречье  |
| х.1 | Испания        | Перу (инки)      | Камбоджа | Сирия, Алжир   |                      | Монголия       | Турция       | Армения     |
| х.2 | Германия       | США              |          | Египет         | Ангола, Конго, Габон | Корея          |              | Туркмения   |
| х.3 | Голландия      | Гватемала (майя) | Индия    |                |                      |                |              |             |
| х.4 | Великобритания | Мексика (ацтеки) |          | Тунис          |                      | Бирма          |              | Иран        |
| х.5 | Бельгия, Дания | Колумбия         | Лаос     | Ливия          |                      | Вьетнам        | Башкортостан | Таджикистан |
| х.6 | Франция        | Куба, Багамы     |          | Ливан          | Камерун              | Китай          | Татарстан    | Греция      |
| х.7 | Италия         |                  |          | Ирак           |                      | Япония         |              |             |

### «Смысл жизни» и имя
Продолжая мысль о «кибернетической функции языка», Вашкевич усматривает соответствие между именем живого объекта и содержанием его деятельности. Так, применительно к людям: фамилия открывателя палочки Коха якобы соответствует арабскому слову кохха — кашель. Фамилия Шойгу сопряжена с арабским словом гес — крик о помощи (подобно ивритскому имени Йегошуа). Таким образом, смысл жизни биологического субъекта заключается в реализации заложенной в его имени программы.

### Возвеличивание древней истории Руси
Как и у других российских лингвистов-любителей, у Вашкевича имеются утверждения, направленные на доказательства повсеместного исторического приоритета русских и русского языка: «Палестина буквально означает ‘земля славян’», «…Палестина, исконная родина славян, соотносится с Полярной звездой по названию. Ведь греческое слово Полюс того же корня»; «Финикия в переводе ‘Россия, гвардия, охрана’»; Москва и Дамаск — это одно слово с корнем моск (маск), оригинал Нового завета якобы был написан по-русски; «большинство терминов разных религий русского происхождения»; «Еще в Древнем Египте Русь почиталась как создательница государства, в которое входили Египет, Индия, Аравия, Ливия, Китай, Междуречье».

## Оценка идей
Лингвисты указывают на следующие особенности книг Вашкевича; эти же наблюдения делались и в связи с работами других лингвистов-любителей:
- Автор сознательно отвергает всю существующую научную методику изучения языка как абсурдную и не выдерживающую поверки «здравым смыслом»[15];
- Автор игнорирует исторический процесс развития слов. Любое слово имело более раннюю форму, которая по своему звучанию может абсолютно не совпадать с тем арабским эквивалентом, который автор приписывает современной форме слова.
- Отвергает общепризнанную идею о том, что однокоренные слова должны иметь близкое значение. В результате в каких-то случаях он сближает значение слов с разным корнем, однако порой значительно разделяет значение однокоренных слов.

Лингвист Андрей Зализняк критически высказался о сочинениях Вашкевича, назвав, в частности, его попытки последовательно доказать арабское происхождение русского языка — классическим примером любительской лингвистики.